# Waking the Fallen
Waking the Fallen é o segundo álbum de estúdio da banda estadunidense de heavy metal Avenged Sevenfold. É o primeiro álbum com a presença do atual baixista da banda Johnny Christ.
Waking the Fallen é o último álbum do Avenged Sevenfold com o gênero metalcore, com a posterior troca para um estilo mais relacionado ao hard rock e heavy metal. Também é o último álbum no qual vocalista M. Shadows utiliza-se de gritos excessivos, embora haja mais músicas melódicas do que no último álbum Sounding the Seventh Trumpet. Também é o último álbum a ser gravado na Califórnia perto de sua cidade natal Huntington Beach, antes de passar as gravações para Houston, Texas. Foi lançado em 26 de agosto de 2003 pela Hopeless Records.
O constante tema sombrio do álbum parece ser dirigido para o fim da humanidade e especialmente destinado para o apocalipse. Em especial na canção "Chapter Four", que faz referências diretas à história de Caim e Abel. A música "I Won't See You Tonight", dividida em duas partes, retrata temas suicidas, referindo-se ao antigo baixista da banda, Justin Sane, que saiu por motivos pessoais e precisou ser internado por bipolaridade emocional. A música pode ter sido inspirada na de Pantera, "Suicide Note", também dividida em duas partes.[carece de fontes?]

## Recepção
Waking the Fallen foi aclamado. Recebeu um perfil positivo no Billboard, com a revista comparando o Avenged Sevenfold a bandas como NOFX, Bad Religion, e Metallica. Em outros perfis, o álbum também recebeu comparações com o Misfits e comparações com Iron Maiden. "Chapter Four" foi destaque em jogos de vídeo game, como NASCAR Thunder 2004, Madden NFL 04, and NHL 04, que ajudou a banda a ser reconhecido e assinar um contrato com a Warner Bros. Records. Essa gravação também é notável entre os fãs devido a performance vocal de M. Shadows, tendo uma voz ligeiramente mais alta e com notas altas, como na música "I Won't See You Tonight" (ambas as partes). O álbum foi certificado ouro pela RIAA em 2009,com 556 mil cópias vendidas nos Estados Unidos.

## Faixas
Todas as faixas escritas e compostas por Avenged Sevenfold, exceto "Waking the Fallen", composta também por Scott Gilman.
1. "Waking the Fallen" - 1:43
2. "Unholy Confessions" - 4:43
3. "Chapter Four" - 5:42
4. "Remenissions" - 6:06
5. "Desecrate Through Reverence" - 5:37
6. "Eternal Rest" - 5:12
7. "Second Heartbeat" - 7:00
8. "Radiant Eclipse" - 6:09
9. "I Won't See You Tonight, Pt. 1" - 8:58
10. "I Won't See You Tonight, Pt. 2" - 4:44
11. "Clairvoyant Disease" - 4:59
12. "And All Things Will End" - 7:40

## Videografia
Um vídeo foi realizado para a faixa "Unholy Confessions" em 6 de março de 2004. Foi um clipe com imagens de shows ao vivo. É caracterizado pelos fãs antes e durante um concerto do Avenged Sevenfold no Fonda Theater, em Hollywood, porém há uma versão anterior do clipe da música onde apenas mostra os músicos da banda tocando e a música por cima. A banda afirma que, apesar de ter gostado do clipe e da direção, decidiram mudar de ideia decidindo fazer uma nova versão do clipe mostrando a energia dos músicos e da plateia ao vivo. Segundo o vocalista, M. Shadows foi solicitado pela nova gravadora, Warner Bros. Records, a fim de divulgar a banda antes de seu próximo álbum de 2005, City of Evil. Também foi criado um videoclipe do single "Chapter Four" em 17 de setembro de 2014, relembrando o começo do sucesso da banda, com vídeos de shows antigos.

## Tabelas
| Paradas musicais (2003)                 | Melhor posição |
| --------------------------------------- | -------------- |
| Estados Unidos (Independent Albums)     | 12             |
| Estados Unidos (Top Heatseekers Albums) | 15             |
| Paradas musicais (2014)                 | Melhor posição |
| Austrália (ARIA)                        | 34             |
| Áustria (Ö3 Austria Top 40)             | 35             |
| Alemanha (Offizielle Deutsche Charts)   | 48             |
| Japão (Oricon)                          | 237            |
| Estados Unidos (Billboard 200)          | 10             |

## Créditos

### Banda
- M. Shadows – Vocal, piano, teclado
- Synyster Gates – Guitarra Solo, vocal de apoio
- Zacky Vengeance – Guitarra Base, vocal de apoio
- Johnny Christ – Baixo, vocal de apoio
- The Rev – Bateria, vocal de apoio

### Produção
- Andrew Murdock – Produtor
- Fred Archambault – Co-produtor
- Scott Gilman – Orquestração, Programação
- Papa Gates (Pai de Synyster Gates) com guitarra havaíana e violão